# Портмерион
Портме́рион (англ. Portmeirion [ˌpɔːtˈmeriən], валл. Portmeirion) — туристическая деревня в округе Гуинет, Уэльс, Великобритания. Многие дома в ней являются так называемыми фолли.

## География
Деревня расположена в эстуарии реки Дуирид примерно в 5 километрах от впадения её в залив Тремадог, который в свою очередь является частью залива Кардиган (Ирландское море).

## История
Портмерион был создан и достраивался архитектором Клафом Уильямс-Эллисом с 1925 по 1975 года. Он создал эту деревню в итальянском стиле, после его смерти в 1978 году деревня перешла в собственность благотворительному фонду. Неоднократно утверждалось, что Уильямс-Эллис создал свою деревню наподобие итальянского Портофино, но тот всегда всё отрицал, утверждая, что хотел лишь передать атмосферу Средиземноморья. В своей работе Уильямс-Эллис использовал технику бриколажа, совмещённую с ностальгией по постмодернизму. Сама деревня выстроена на месте литейного завода и шлюпочной мастерской, существовавшей здесь в конце XIX века. Архитектор создал не только саму деревню, но и название для неё: Порт — поскольку она находится на берегу, недалеко от моря, Мерион — в честь упразднённого графства Мерионетшир.
В 1931 году Уильямс-Эллис купил у своего дяди, баронета Османда Уильямса, замок Deudraeth, расположенный неподалёку, с целью включения его в состав своей деревни как гостиницы, но начавшаяся вскоре война и другие проблемы помешали осуществлению этих планов. Замок был превращён в гостиницу на 11 номеров лишь много лет спустя после смерти архитектора, в 2011 году: его хозяином стал оперный певец Брин Терфель.
Являясь популярным туристическим местом, Портмерион в основном состоит из гостиниц, коттеджей, сувенирных магазинов, кафе и ресторанов. Посещение деревни стоит 7,5 фунтов стерлингов, за год её посещает до четверти миллиона туристов.
С 2012 года в Портмерионе проводится ежегодный фестиваль искусств и музыки Фестиваль № 6.

## В популярной культуре

### Сериалы
- Наибольшую известность Портмериону принёс телесериал «Заключённый» (1967—1968), в котором секретного агента похищают и перемещают в загадочную Деревню[англ.], откуда невозможно выбраться, а у людей вместо имён номера́. Автору сериала Патрику Макгуэну Портмерион приглянулась, когда там снимали одну из серий View from the Villa его предыдущего сериала «Опасный человек» (1960—1968)[1].
- Портмерион часто появлялся в различных фильмах и сериалах как экзотическая европейская деревня: например, в эпизоде «Маска Мандрагоры» (1976) сериала «Доктор Кто», где действие происходило в Италии эпохи Возрождения, в эпизоде сериала «Гражданин Смит»[англ.] (1977—1980), где действие происходило в Римини, а в детской телепрограмме «Gigglebiz[англ.]» Портмерион выступил в роли сказочного города Уиггивилл. Также в Портмерионе был отснят финальный эпизод (2003) сериала «Холодные ноги»[англ.].

### Видеоклипы
В Портмерионе был снят видеоклип Alright группы Supergrass. В документальном фильме англ. Classic Albums: Iron Maiden – The Number of the Beast фронтмен группы Iron Maiden Брюс Дикинсон, бродя по парковым дорожкам Портмериона, рассказывает как здесь снимался клип на песню The Prisoner (1982). Также здесь были сняты клипы The Meeting Place и The Man Who Sailed Around His Soul (оба 1986) группы XTC; клип The Passenger группы Siouxsie and the Banshees.

### Прочее
- Пьеса «Блаженный дух»[англ.] была написана Ноэлом Кауардом во время его пребывания в Портмерионе.
- Пианист, певец и композитор Джулс Холланд, погостив в Портмерионе, настолько проникся его красотой, что вернувшись домой в Лондон, оформил свой дом и студию в духе этой деревни.

## Галерея

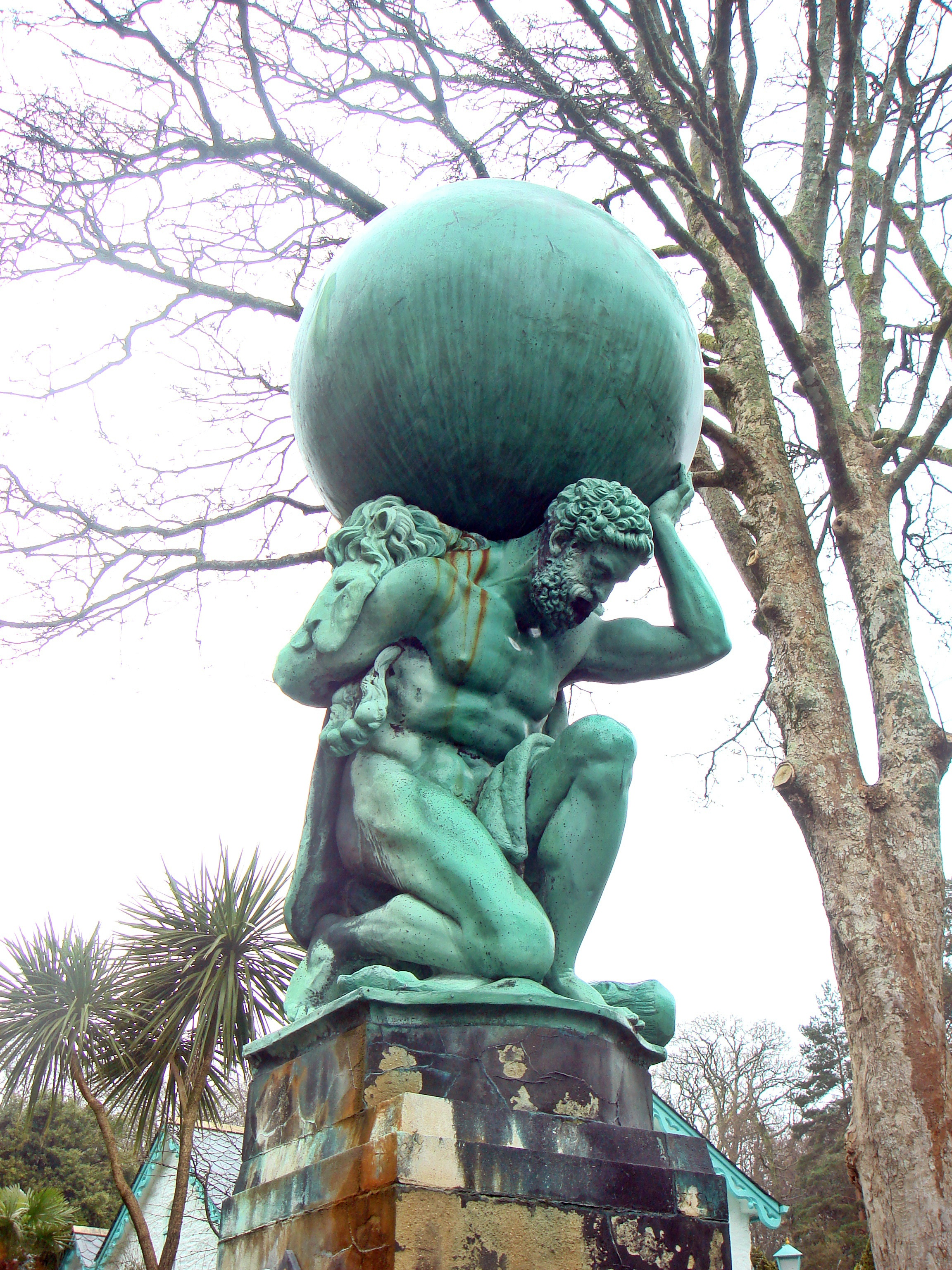
«Геркулес» (Уильям Броди[англ.], 1863), статуя установлена в Портмерионе в 1960 году.
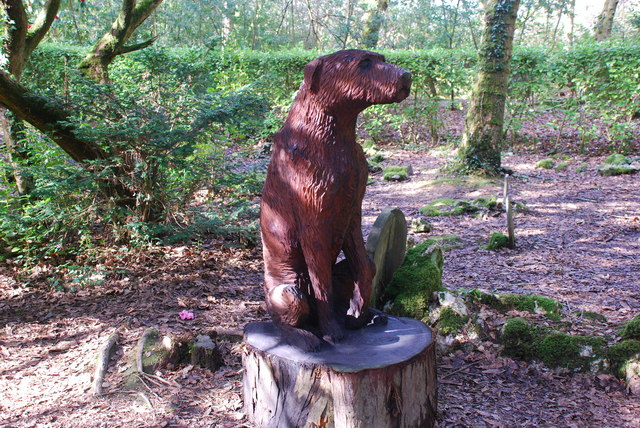
«Пёс на пне», дерево.
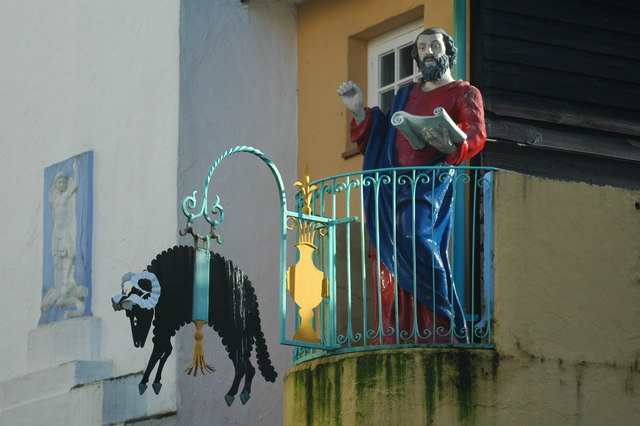
«Высокий дом»: Святой Пётр и чёрная овца.
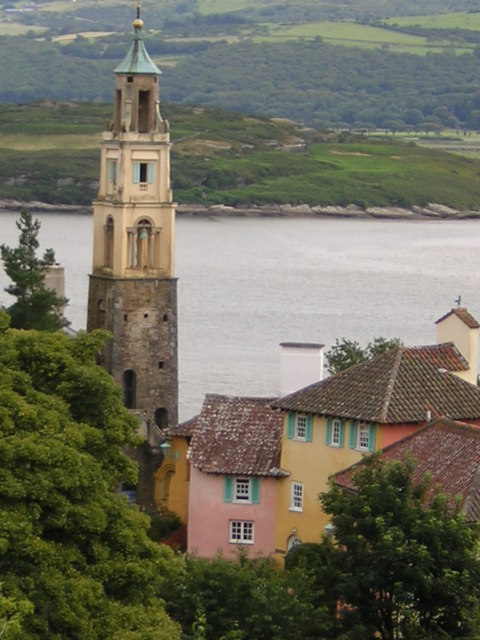
Колокольня
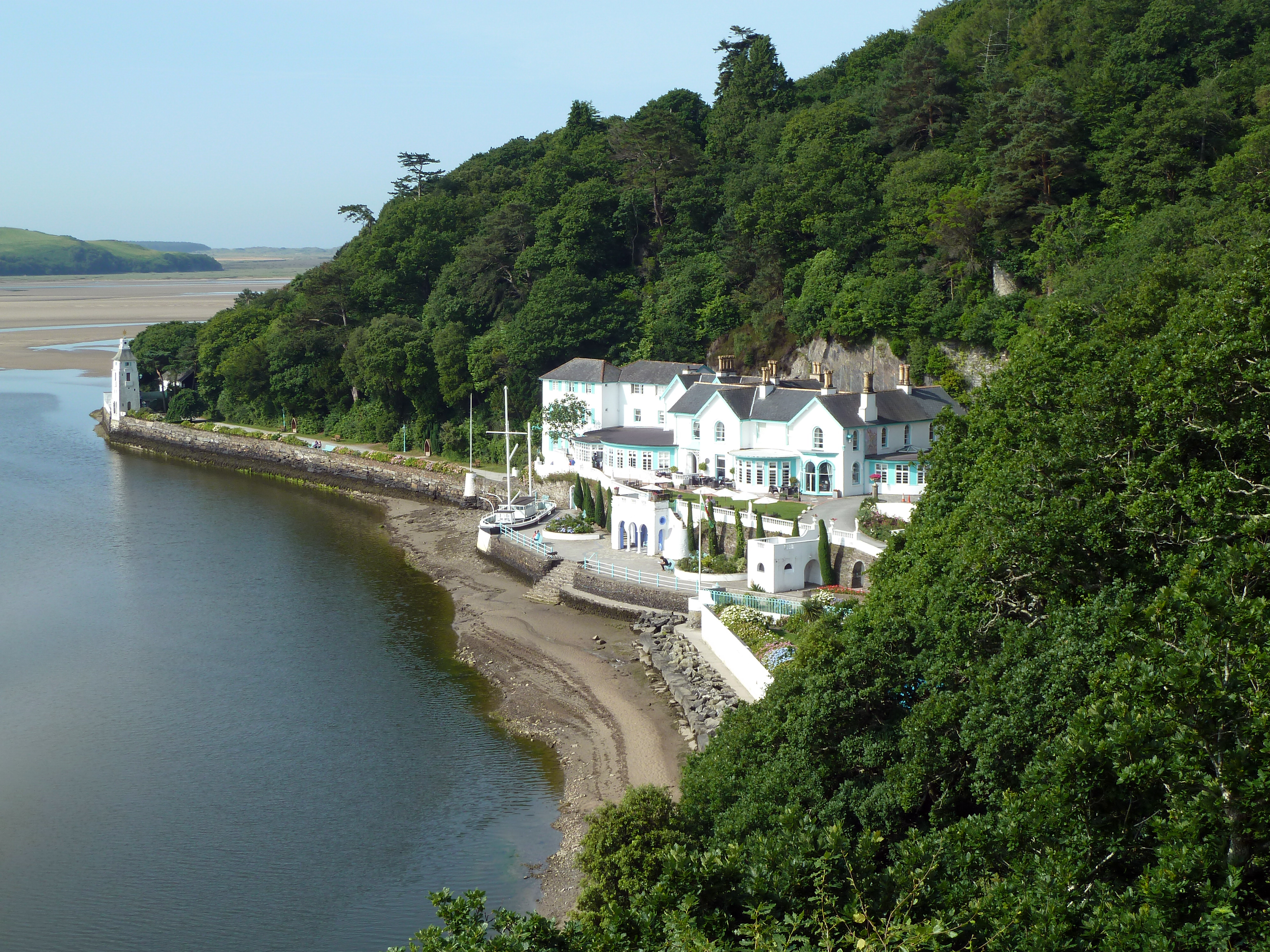
Гостиница
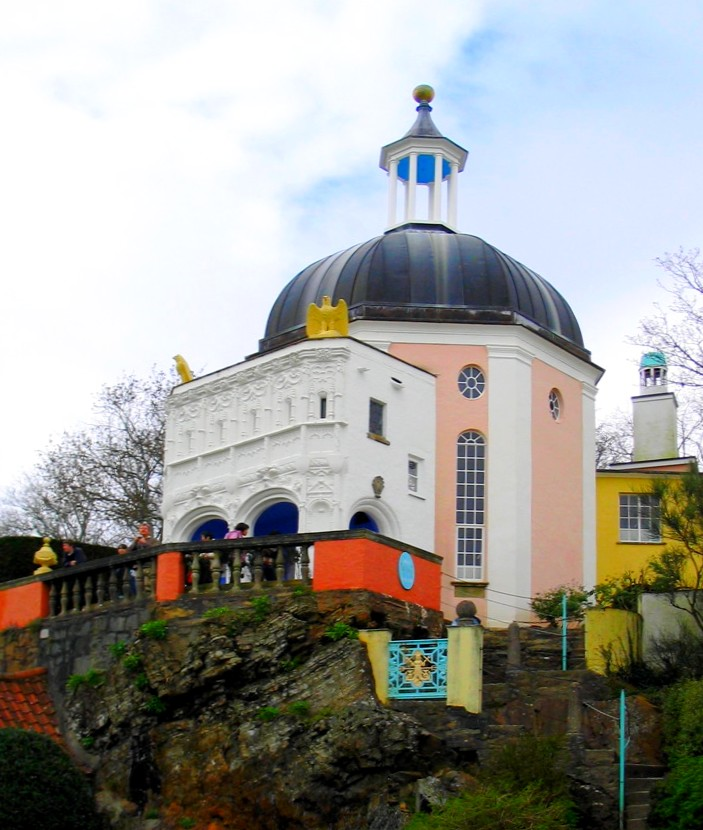
«Пантеон»
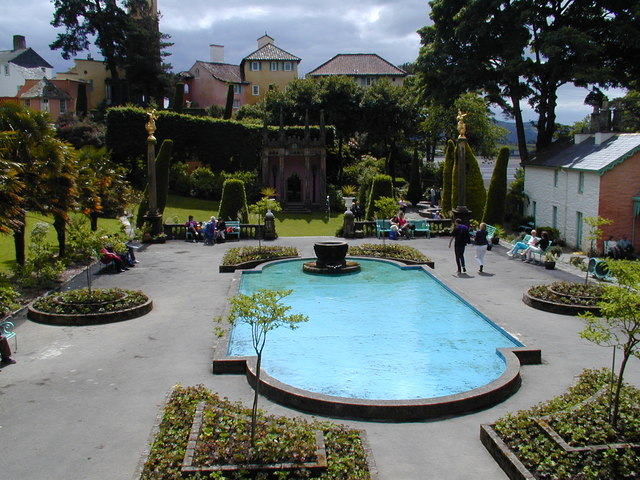
Центральная площадь
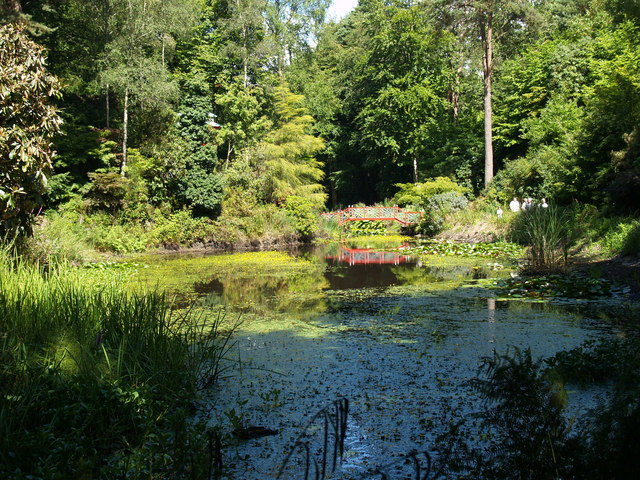
Японский пруд